# Praça da Saudade (São Luís)

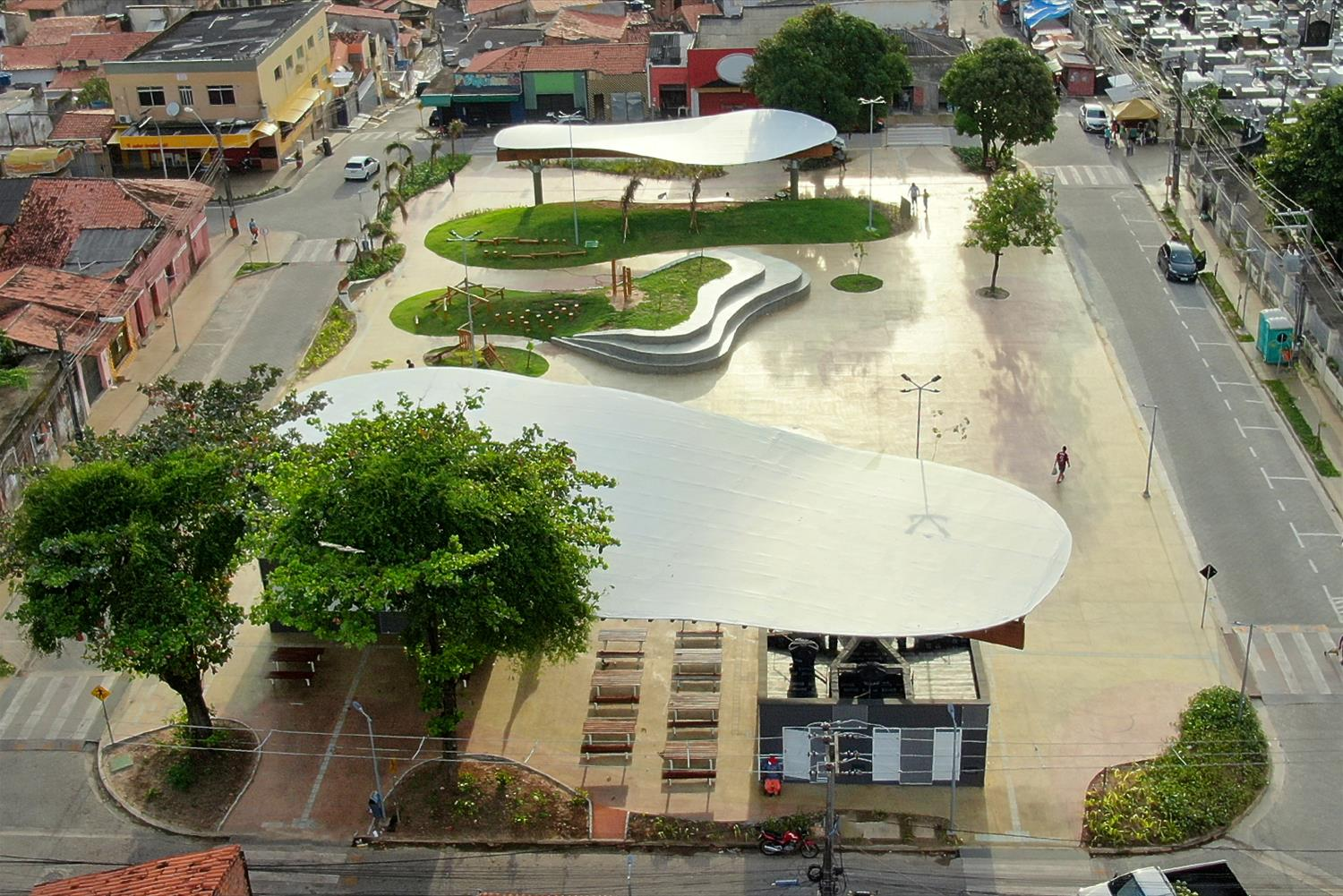
Praça da Saudade na Madre Deus após revitalização

A Praça da Saudade é um espaço público localizado no bairro Madre Deus, em São Luís, Maranhão, Brasil. Situada entre a Rua do Norte e a Rua do Passeio, a praça possui uma rica história e desempenha um papel significativo na vida cultural da cidade.

## História
Originalmente conhecida como Praça do Campo Santo, devido à sua proximidade com o Cemitério do Gavião, a praça também foi chamada de Praça do Gavião e Praça do Cemitério. Em 26 de agosto de 1930, por meio da Lei Municipal nº 461, recebeu oficialmente o nome de Praça da Saudade.

## Cultura e Tradições
Localizada no bairro Madre Deus, conhecido como o coração cultural de São Luís, a Praça da Saudade é palco de diversas manifestações culturais. Durante as festividades juninas e o carnaval, a praça se transforma em um centro de apresentações de grupos folclóricos, como o Bumba-meu-boi, blocos tradicionais e o tambor de crioula.

## Revitalização e Arquitetura
Em 2020, a Praça da Saudade passou por um processo de revitalização conduzido pelo escritório de arquitetura Natureza Urbana, com financiamento do Banco Interamericano de Desenvolvimento (BID). O projeto visou transformar a praça em um espaço mais acessível, verde e funcional. Foram introduzidos morros ajardinados, arquibancadas de alvenaria e estruturas de cobertura em madeira laminada colada, inspiradas nas dunas dos Lençóis Maranhenses. 
A revitalização também incluiu a organização do comércio local, com a instalação de quiosques para floristas, bancas de alimentos e pontos de táxi, promovendo uma melhor integração entre os comerciantes e os frequentadores da praça.